# George Webbe Dasent
Sir George Webbe Dasent (født 22. maj 1820, død 11. juni 1896) var en engelsk videnskabsmand og forfatter. 
Efter at have beskæftiget sig med studiet af nordisk sprog og litteratur udgav han allerede 1842 en oversættelse af den første del af Snorres Edda, Gylfaginning, under titlen The Prose or Younger Edda (Stockholm 1842). Tre år efter udgav han Theophilus Eutychianus på islandsk og flere sprog (oldsvensk, angelsachsisk, nedertysk og så videre). I 1861 udkom hans hovedværk, oversættelsen af Njals saga: The Story of burnt Nial i 2 bind, ledsaget af en indholdsrig indledning (oversigt over Islands historie og islandske tilstande i oldtiden med mere vedrørende sagaen som sådan) samt afbildninger, kort og et appendiks om vikingerne og en værdifuld redegørelse for oldtidens pengeberegning. I 1866 udkom hans oversættelse af Gisle Surssøns saga (Gisli, the outlaw). I de samme år var han meget virksom for udarbejdelsen og udgivelsen af Cleasbys islandsk-engelske ordbog, og da han ikke selv ønskede at påtage sig dette arbejde, udvirkede han, at Guðbrandur Vigfússon blev engageret dertil. Selv skrev han en fortale til værket. Desuden har Dasent oversat Asbjörnsens Norske Folkeeventyr (1859). Endelig har han skrevet flere temmelig bindstærke romaner, der har vundet bifald, deriblandt en, hvortil emnet er hentet fra Jomsvikingasaga og Knytlingasaga (The Vikings of the Baltic). Dasent var i en række af år knyttet til Times som litterær medredaktør. I 1876 blev han gjort til ridder (baronet). Dasents virksomhed har i det hele haft en stor betydning for studiet af oldnordisk sprog og litteratur i England, uagtet der ikke foreligger noget større originalt arbejde fra hans hånd.